# Klasse von Cabinet des Médailles 218

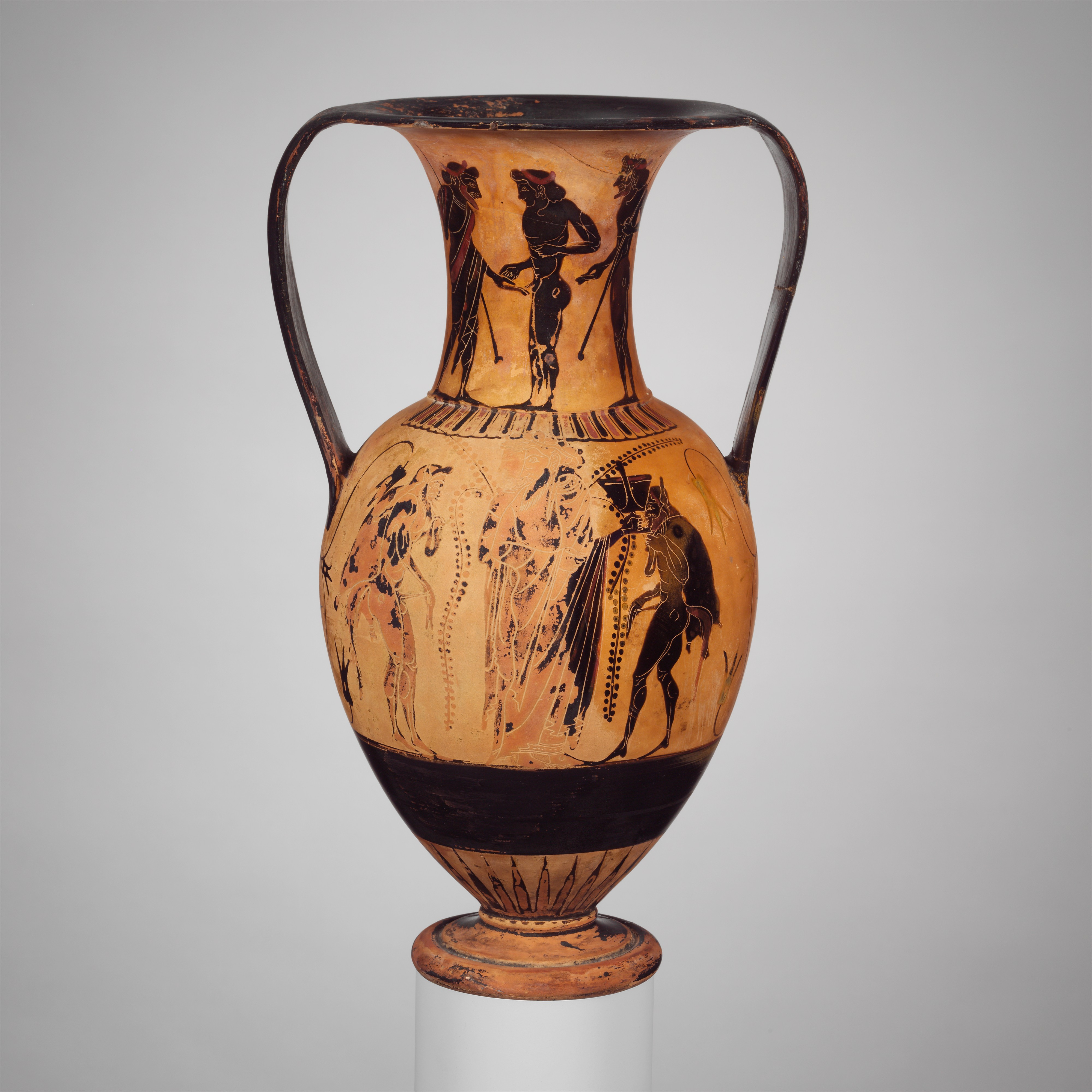
Herakles kämpft gegen Amazonen. Halsamphora, New York, Metropolitan Museum of Art 56.171.24, um 510 v. Chr.

Die Klasse von Cabinet des Médailles 218 (englisch Class of Cabinet des Médailles 218, abgekürzt auch Klasse von Cab. Méd. 218 oder Klasse von C.M. 218) ist eine Klasse attisch-schwarzfiguriger Halsamphoren.
Bei der Klasse von Cabinet des Médailles 218 handelt es sich um eine Variante der Nikosthenische Amphora. Das Profil dieser Halsamphoren ist fließender als gewöhnlich und weniger eckig als die gängige Form. Damit wirken sie griechischer als andere Vasen dieses Typs. Die Werke werden in das letzte Drittel des 6. Jahrhunderts v. Chr. datiert. Die Vasen sind von unterschiedlichen Malern dekoriert worden. Zwei der Vasen hat Pamphaios getöpfert, sie wurden von Oltos bemalt. Wie alle Nikosthenischen Amphoren wurden auch die Arbeiten der Klasse von Cabinet des Médailles 218 ausschließlich in Caere gefunden. Somit scheinen sie in nikosthenischer Tradition nur für den Export nach Etrurien bestimmt gewesen zu sein.
Ihren Notnamen erhielt die Klasse von John D. Beazley nach einer Vase im Cabinet des Médailles der Bibliothèque nationale de France in Paris, die dort unter der Katalognummer 218 aufbewahrt wird und von ihm dem Maler von Boston 01.17 zugewiesen wurde. 1971 unterschied Beazley innerhalb der Klasse von Cabinet des Médailles 218 vier Unterklassen: die Adikia Sub-Class, near the Adikia Sub-Class, die Sub-Class of Cabinet des Médailles 218 und Various.